# Stanisław Stachura
Stanisław Stachura (ur. 22 kwietnia 1941 w Łodzi) – polski piłkarz i trener piłkarski.
Wychowanek ŁKS-u Łódź, ponadto zawodnik Legia Warszawa i AZS AWF Warszawa oraz szwedzkiego IFK Trollhättan.
Po zakończeniu kariery piłkarskiej został trenerem. Szkolił m.in. ŁKS Łódź, Górnika Wałbrzych, Lechię Gdańsk, Bałtyk Gdynia oraz Olimpię Elbląg.